# Robert E. Lee
Robert Edward Lee (n. 19 ianuarie 1807, Virginia, SUA – d. 12 octombrie 1870, Lexington⁠(d), Virginia, SUA) a fost un ofițer și inginer american, unul din cei mai respectați generali din istoria militară americană. Lee a fost fiul generalului Henry Lee III (Light Horse Harry) (1756–1818), guvernator al Virginiei, și al celei de-a doua soții a acestuia, Anne Hill Carter (1773–1829). A fost descendent al lui Sir Thomas More și al regelui Robert II al Scoției prin conții de Crawford.
Absolvent de top al Academiei West Point, Lee s-a distins ca ofițer în armata americană timp de treizeci și doi de ani. A rămas în istorie ca unul din principalii comandanți ai armatei confederate în războiul civil american. 
Deși a luptat de partea statelor confederate, Lee a susținut abolirea sclaviei. Cu toate acestea, s-a opus egalității rasiale.